# Амогхасидхи
Амогхасидхи е един от Петте буди на Мъдростта в традицията Ваджраяна на будизма. Той се асоциира с изпълнението на будисткия път и на унищожаването на отровата на завистта. Името му означава този, чието постижение не е напразно. Неговата Шакти (съпруга) е Тара, което означава, Благородния Освободител или Благородната звезда и неговите планини са гаруди. Той принадлежи към Карма – семейството, чиито семеен символ е двойната ваджра (или мълния).

## Характеристики
Амогхасидхи се свързва най-вече с концептуалните скандха или концептуалния ум (като противоположност на неконцептуалния и сетивен ум). Неговите действия към насърчаване по пътя към просветление е омиротворяването на злите сили. Това е изобразено чрез луната, която е символ на Амогхасидхи. Неговият жест в мудра на безстрашието, символизира безстрашието на неговите поклонници към отрови или заблудите.
Той обикновено е оцветен в зелено в произведения на изкуството и се свързва с въздушния елемент или с вятъра. Неговият сезон е лятото и неговата посока в мандалата е север.